# Xenosporium intermedium
Xenosporium intermedium är en svampart som beskrevs av Vittal 1981. Xenosporium intermedium ingår i släktet Xenosporium och familjen Tubeufiaceae.   Inga underarter finns listade i Catalogue of Life.